# Port lotniczy Banda Aceh
Port lotniczy Banda Aceh (IATA: BTJ, ICAO: WITT) – port lotniczy położony w Banda Aceh, na Sumatrze, w Indonezji.
Port lotniczy został zdewastowany przez tsunami w 2004 roku. Obecnie lotnisko jest czynne i może służyć również jako schronienie podczas katastrof naturalnych.